# Вигадана істота

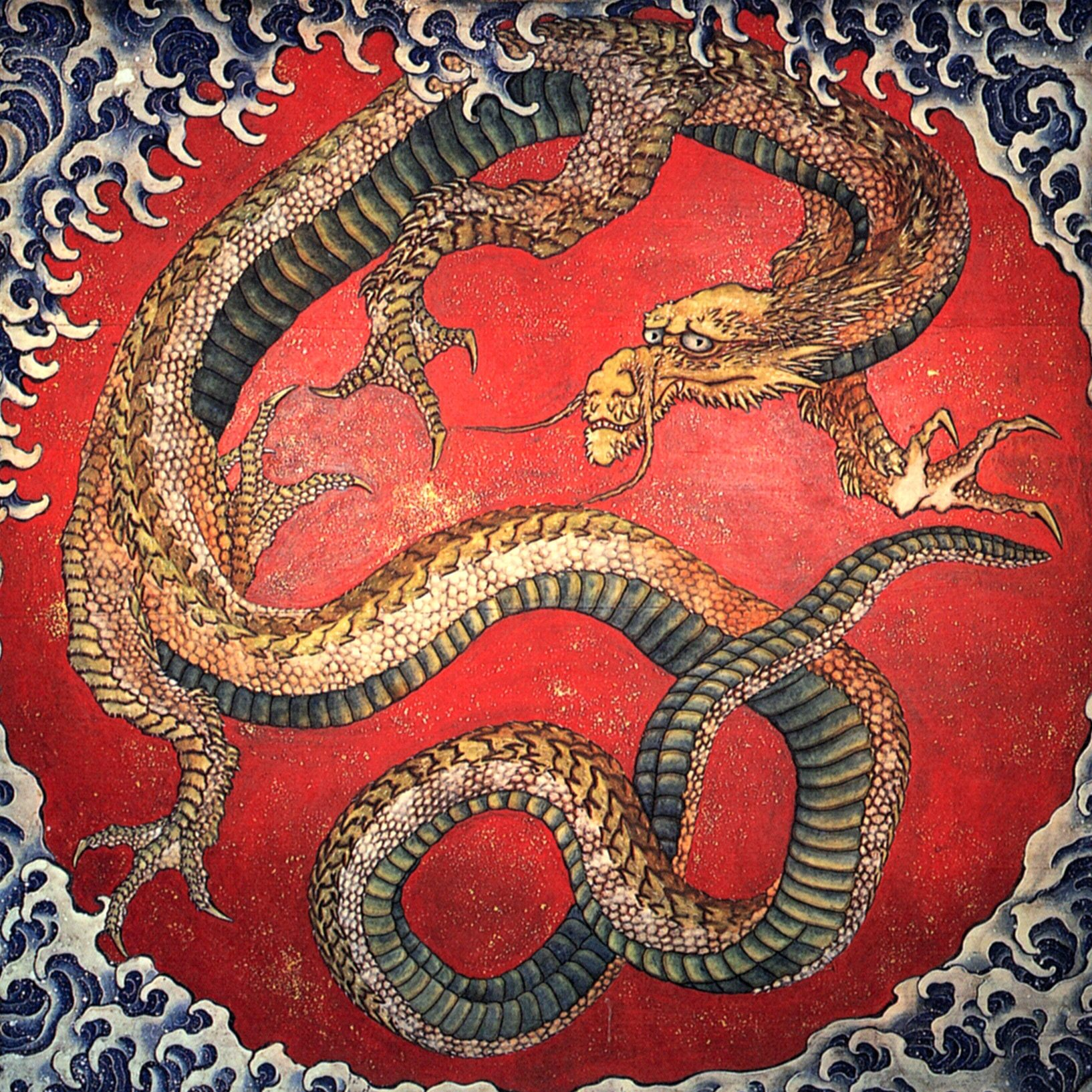
Вигадана істота дракон, що символізує силу і мудрість

Вигадана істота — істота, що не існує в реальності, але фігурує у віруваннях чи художній творчості.

## Типологія вигаданих істот
Більшість вигаданих істот походять з міфології, де слугували для пояснення влаштування світу. З витісненням міфологічного світогляду релігійним і науковим, вони лишилися в культурі як істоти, легенд, казок, а пізніше художньої професійної творчості.
- Божества вищої міфології — істоти, що керують найголовнішими світовими силами, процесами, аспектами життя людини (наприклад, Зевс, Одін, Дажбог).
- Духи нижчої міфології — персоніфікації сил природи та метафізичних понять (наприклад, чорти, духи предків).
- Люди з надприродними властивостями — люди, що володіють магічними здібностями чи незвичайними, неможливими рисами (наприклад, відьми, велетні, богатирі).
- Персоніфіковані поняття — антропоморфні персоніфікації тих понять, що не мають безпосереднього вияву в реальності. Зазвичай тих, що стосуються соціального життя (наприклад, Правда, Біда, Доля).
- Міфологічний бестіарій — істоти, засновані на реальних, що володіють певною символікою (наприклад, сфінкс, гідра).

З-поміж вигаданих істот сучасної культури також виділяються криптиди — істоти, існування яких можливе, але недоведене академічною наукою.